# Мануйлово (Гагарінський район)
Мануйлово (рос. Мануйлово) — присілок Гагарінського району Смоленської області Росії. Входить до складу Пречистенського сільського поселення.
Населення — 8 осіб. 